# 블라디미르 초우팔
블라디미르 초우팔(체코어: Vladimír Coufal, 1992년 8월 22일 ~ )은 체코의 축구 선수이다. 현재 독일 분데스리가의 TSG 호펜하임에서 활약하고 있다.